# Mahanta quadrilinea
Mahanta quadrilinea is een vlinder uit de familie van de slakrupsvlinders (Limacodidae). De wetenschappelijke naam van de soort is voor het eerst geldig gepubliceerd in 1879 door Moore. Het is de typesoort van het geslacht Mahanta en werd als enige soort tegelijk met de geslachtsnaam benoemd.